# Chelmonops
Genre
Chelmonops est un genre de poissons appartenant à la famille des Chaetodontidae.

## Liste des espèces
Selon World Register of Marine Species (11 novembre 2016) :
- Chelmonops curiosus Kuiter, 1986
- Chelmonops truncatus (Kner, 1859)

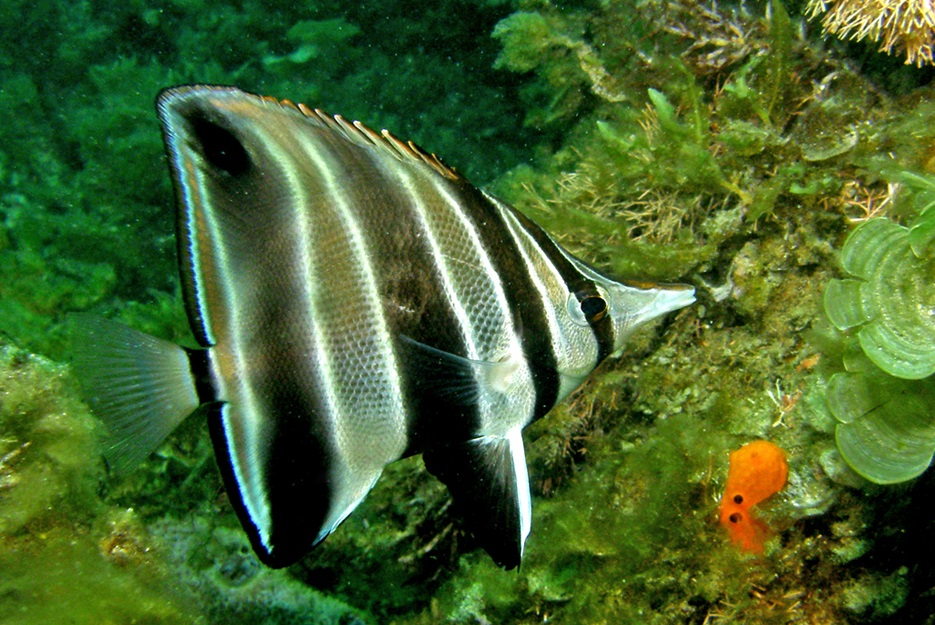
Chelmonops curiosus
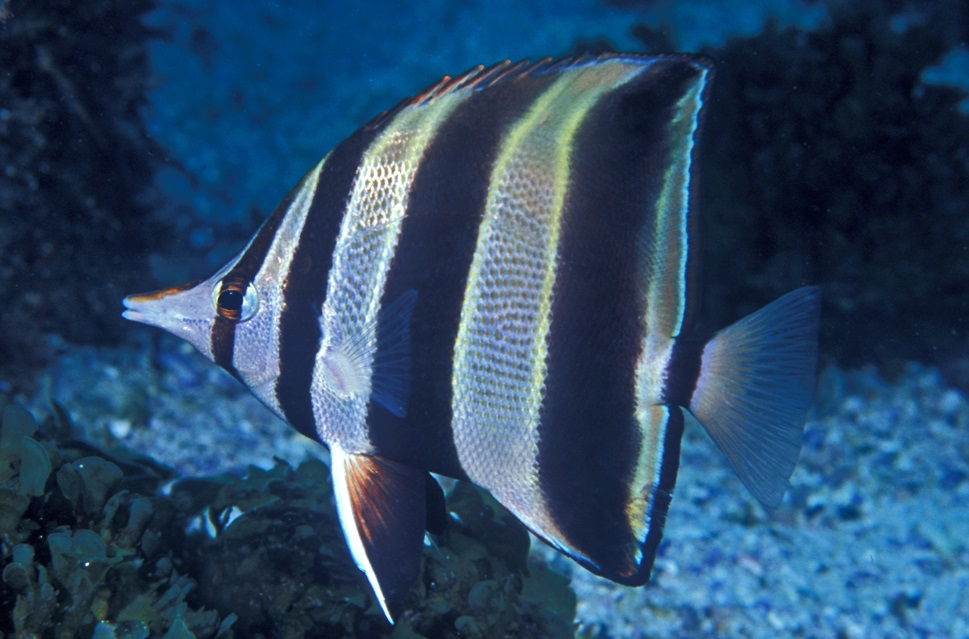
Chelmonops truncatus